# Vayres
Vayres é uma comuna francesa na região administrativa da Nova Aquitânia, no departamento da Gironda. Estende-se por uma área de 14,48 km². Em 2010 a comuna tinha 4 105 habitantes (densidade: 283,5 hab./km²).